# Centris adunca
Centris adunca är en biart som beskrevs av Jesus Santiago Moure 2003. Centris adunca ingår i släktet Centris och familjen långtungebin. Inga underarter finns listade.